# Sherry Wilson
Sherry Wilson est une femme d'affaires et une femme politique canadienne.
Elle représente la circonscription de Petitcodiac à l'Assemblée législative du Nouveau-Brunswick de 2010 à 2014, Moncton-Sud-Ouest de 2014 à 2024 et Albert-Riverview à partir de 2024.
De 2018 à 2020, elle est ministre de Service Nouveau-Brunswick et ministre responsable de l’Égalité des femmes dans le gouvernement progressiste-conservateur de Blaine Higgs. De 2023 à 2024, elle est de nouveau ministre responsable de l’Égalité des femmes et elle est nommée ministre responsable des Services de santé mentale et de traitement des dépendances, une nouvelle fonction ministérielle sans portefeuille.

## Biographie
Née dans une famille de 9 enfants et élevée sur une ferme laitière de la région de Petitcodiac, Wilson a complété des études en commerce et secrétariat au Collège communautaire du Nouveau-Brunswick. Elle a travaillé comme adjointe au gérant de crédit chez Hub Meat Packers de Moncton, avant de déménager à Edmonton, où elle a occupé un poste d'administration à l'hôpital universitaire de la capitale albertaine. De retour au Nouveau-Brunswick, elle fonde une entreprise à Riverview. Elle s'engage bénévolement à titre de coordonnatrice des services aux victimes auprès de la Gendarmerie royale du Canada entre 1991 et 1999 et devient présidente d'un regroupement de gens d'affaires du centre-ville de Riverview, en 2002 et 2003.
Militante du Parti progressiste-conservateur du Nouveau-Brunswick et du Parti conservateur du Canada, Wilson s'engage en politique active en 2004 et brigue les suffrages à titre de conseillère municipale de la ville de Riverview. Elle est élue en 2004 et réélue en 2008. Elle occupe le poste de maire adjoint de la municipalité.